# La frusta nera
La frusta nera (Outlaw Country) è un film del 1949 diretto da Ray Taylor.
È un western statunitense con Lash La Rue, Al St. John e Dan White.

## Produzione
Il film, diretto da Ray Taylor su una sceneggiatura e un soggetto di Ron Ormond e Ira Webb, fu prodotto da Ron Ormond per la Western Adventures Productions e girato da fine luglio all'inizio di agosto 1948. Il titolo di lavorazione fu Frontier Phantom.

## Distribuzione
Il film fu distribuito con il titolo Outlaw Country negli Stati Uniti dal 7 gennaio 1949 al cinema dalla Screen Guild Productions.
Altre distribuzioni:
- in Germania Ovest nel 1954 (Lassy La Roc, der Mann der Peitsche, 1. Teil - Im Auftrag des Sheriffs)
- in Danimarca il 21 agosto 1967 (Fuzzy og grænsebanditterne)
- in Italia (La frusta nera)

## Promozione
Le tagline sono:
- Action King of the ACTION-FUL WEST!
- ANYTHING CAN HAPPEN... and does when "THE LASH" meets 'THE FRONTIER PHANTOM
- IT'S LOADED WITH DYNAMITE... TWIN BROTHERS... ONE THE LAW, ONE THE OUTLAW!